# Saratoga (Wyoming)
Saratoga é uma cidade  localizada no estado norte-americano de Wyoming, no Condado de Carbon.

## Demografia
Segundo o censo norte-americano de 2000, a sua população era de 1726 habitantes.
Em 2006, foi estimada uma população de 1721, um decréscimo de 5 (-0.3%).

## Geografia
De acordo com o United States Census Bureau tem uma área de
9,3 km², dos quais 8,8 km² cobertos por terra e 0,5 km² cobertos por água.

## Localidades na vizinhança
O diagrama seguinte representa as localidades num raio de 80 km ao redor de Saratoga.